# Murat (Cantal)
Murat – miejscowość i gmina we Francji, w regionie Owernia-Rodan-Alpy, w departamencie Cantal. W 2013 roku populacja gminy wynosiła 1991 mieszkańców. 

## Historia
12 czerwca 1944, podczas bitwy na Mont Mouchet, w Murat doszło do starcia między partyzantami Francuskich Sił Wewnętrznych a Niemcami i kolaboracyjną Milicją Francuską. W czasie walk zginął min. SS-Hstuf Hugo Geissler, komendant Sipo-SD na Owernię. W ramach odwetu za śmierć funkcjonariusza, 24 czerwca 1944, hitlerowcy zniszczyli 10 domostw oraz zatrzymali 300 mężczyzn między 16 a 50 rokiem życia, z których 117 deportowano do obozów koncentracyjnych (jedynie 30 z nich przeżyło wojnę). 11 listopada 1948 Murat została odznaczona Krzyżem Wojennym 1939-1945.
1 stycznia 2017 roku połączono dwie wcześniejsze gminy: Chastel-sur-Murat oraz Murat. Siedzibą gminy została miejscowość Murat, a nowa gmina przyjęła jej nazwę.